# Debi Studer
Pour les articles homonymes, voir Studer.
Debi Studer, née le 21 mai 1985 à Bâle, est une coureuse cycliste suisse spécialiste de VTT Trial. Elle pratique aussi le MMA.

## Palmarès en VTT

### Championnat du monde
- Saalfelden-Leogang 2012
  - 4e du trial  par équipes
- Pietermaritzburg 2013
  - 4e du trial  par équipes
  - 6e en individuel
- Lillehammer-Hafjell 2014
  - 5e en individuel
  - 6e du trial  par équipes
- Vallnord 2015
  -  Médaillée d'argent du trial par équipes
  - 6e en individuel
- Val di Sole 2016
  - 4e en individuel
  - 4e du trial  par équipes
- Chengdu 2017
  -  Médaillée de bronze du trial par équipes
  - 6e en individuel
- Chengdu 2018
  - 4e du trial par équipes
- Chengdu 2019
  -  Médaillée d'argent du trial par équipes

### Coupe du monde
- 2016 : 3e du classement général
- 2017 : 3e du classement général

### Championnat d'Europe
- 2016 :  Médaillée de bronze aux championnats d'Europe